# يعقوب أباد (بشاريات الشرقي)
یعقوب أباد (بالفارسية: یعقوب‌آباد) هي قرية تقع في إيران في قسم بشاریات الشرقي الریفي. يقدر عدد سكانها بـ 46 نسمة .